# حيرام بينغهام الأول
حيرام بينغهام الأول (بالإنجليزية: Hiram Bingham I)‏ هو مترجم ومبشر أمريكي، ولد في 30 أكتوبر 1789 في بينينغتون في الولايات المتحدة، وتوفي في 11 نوفمبر 1869.